# Burmesischer Stumpfnasenaffe
Der Burmesische Stumpfnasenaffe (Rhinopithecus strykeri) ist eine Primatenart aus der Gruppe der Schlankaffen (Presbytini). Die Art wurde erst 2010 von einem Wissenschaftlerteam unter der Leitung von Thomas Geissmann vom Anthropologischen Institut der Universität Zürich entdeckt und beschrieben. Sie wurde zu Ehren von Jon Stryker, Präsident und Gründer der Arcus Foundation, die die Forschung unterstützt, benannt.

## Merkmale
Die Art hat ein fast völlig schwarzes Fell, weiße Ohrbüschel, einen weißen Kinnbart und einen weißen Damm. Das Gesicht ist nackt, die Gesichtshaut rosa. Ihr Schwanz ist lang und erreicht 140 Prozent der Kopf-Rumpf-Länge. Die Lippen sind ausgeprägt, die Nasenöffnungen schräg nach oben gerichtet. In der Sprache der lokalen Bevölkerung sind sie als mey nwoah, „Affe mit aufgestellter Nase“, bekannt.
Der Burmesische Stumpfnasenaffe erreicht eine Kopfrumpflänge von etwa 55 cm und eine Schwanzlänge von 68 bis 78 cm. Weibchen sind mit einem Gewicht von etwa 8,5 kg leichter als Männchen, die ungefähr 14 kg wiegen. Zusätzlich zum Kinnbart ist ein weißer Oberlippenbart vorhanden.

## Verbreitung und Lebensraum
Der Burmesische Stumpfnasenaffe bewohnt gebirgige Wälder des Gaoligong Shan im Nordosten des Kachin-Staates, des nördlichsten Staates von Myanmar (Birma). Eine kleine Population von etwa 70 Tieren lebt im Nordwesten der südwestchinesischen Provinz Yunnan. Das von der Art besiedelte Gebiet ist nur etwa 270 Quadratkilometer groß, liegt auf einer Höhe von 1700 bis 3200 Meter über dem Meer und wird geographisch vom Verbreitungsgebiet anderer Stumpfnasenaffen durch den Mekong, den Saluen und hohe Gebirgszüge abgeschnitten. Nach den Aussagen einheimischer Jäger verbringen die Affen den Sommer zwischen Mai und Oktober in höheren Regionen in Mischwäldern mit gemäßigter Temperatur. In den Wintermonaten, wenn Schnee fällt und das Nahrungsangebot karger wird, kommen sie näher zu menschlichen Siedlungen. Die Gesamtpopulation der Art besteht nur aus 950 Individuen. Der Burmesische Stumpfnasenaffe muss deshalb als vom Aussterben bedroht angesehen werden.

## Verhalten
Nach Angaben lokaler Jäger läuft Burmesischen Stumpfnasenaffen bei Regen das Wasser in die aufgestellten Nasen und die Tiere befreien sich durch Niesen davon. Regentage verbringen die Affen angeblich sitzend, mit den Köpfen zwischen den Knien. Diese Berichte sind bisher wissenschaftlich nicht bestätigt worden.
Verschiedene Exemplare wurden beim Fressen von Bambussprossen beobachtet.